# لیوبومیر چرنف
لیوبومیر چرنف (بلغاری: Любомир Чернев؛ زادهٔ ۲۷ مهٔ ۱۹۸۶) بازیکن فوتبال اهل بلغارستان است.